# دانيال خيمينيز
دانيال خيمينيز (بالإسبانية: Daniel Jiménez)‏ (3 ديسمبر 1983 بكوستاريكا - ) هو مدرب كرة قدم ولاعب كرة قدم كوستاريكي في مركز الوسط. شارك مع منتخب كوستاريكا لكرة القدم. أما مع النوادي، فقد لعب مع نادي كارتاهينيس وC.S. Uruguay de Coronado ‏ وBrujas F.C. ‏ وA.D. Carmelita ‏ وA.D. Municipal Pérez Zeledón ‏ ونادي سان كارلوس وسانتوس دي جوابيلز ‏ وA.D. Santacruceña ‏ وBelén F.C. ‏.

## وصلات خارجية
- دانيال خيمينيز على موقع قاعدة بيانات كرة القدم.إي يو (الإنجليزية)
- دانيال خيمينيز على موقع ناشيونال فوتبول تيمز (الإنجليزية)